# Felix Rinker
Felix Rinker (Ihringen, Baden-Württemberg, 3 de juliol de 1988) va ser un ciclista alemany que fou professional del 2009 al 2011.

## Palmarès
- 2006
  - Vencedor d'una etapa al Trofeu Karlsberg